# الحرف (الطويلة)

تعديل مصدري - تعديل

الحرف هي إحدى قرى عزلة بني الخياط بمديرية الطويلة التابعة لمحافظة المحويت، بلغ تعداد سكانها 493 نسمة حسب تعداد اليمن لعام 2004.